# ایزو گریفو
ایزو گریفو (Iso Grifo) خودرویی است که در سال‌های ۱۹۶۳ تا ۱۹۷۴تولید شده‌است. 
طراحی آن خودروهای موتور جلو-محور عقب بوده طول آن در حالت طبیعی ۱۷۴٫۴ اینچ (۴٬۴۳۰ میلیمتر)، عرض آن در حالت طبیعی ۶۹٫۷ اینچ (۱٬۷۷۰ میلیمتر)، ارتفاع آن در حالت طبیعی ۴۷٫۲ اینچ (۱٬۱۹۹ میلیمتر) و وزن آن در حالت طبیعی ۳٬۱۵۰–۳٬۵۵۰ پوند (۱٬۴۳۰–۱٬۶۱۰ کیلوگرم) است. سیستم جعبه‌دندهٔ آن به دو صورت خودکار و دستی است.